# Epidendrum edwardsii
Epidendrum edwardsii är en orkidéart som beskrevs av Oakes Ames. Epidendrum edwardsii ingår i släktet Epidendrum och familjen orkidéer.
Artens utbredningsområde är Honduras. Inga underarter finns listade i Catalogue of Life.